# Pankreatitis
Pankreatitis (upala gušterače) predstavlja upalu izazvanu aktiviranim enzimima gušterače. Gušterača je velika žlijezda koja se nalazi iza želuca i u tijesnom je kontaktu s dvanaesnikom (duodenumom). Gušteračni vod (lat. ductus pancreaticus) sakuplja digestivne sokove i vodi ih u duodenum. Ovaj se vod spaja s glavnim žučnim vodom koji se naziva glavni žučovod (lat. ductus choledocus). U normalnim se situacijama enzimi gušterače nalaze u neaktivnoj formi do trenutka kada se nađu u alkalnoj sredini unutar duodenuma.   
Međutim, kod upale dolazi do aktiviranja ovih enzima koji tada počinju autodigestiju same žlijezde.
Pankreatitis može biti akutan ili kroničan i obje forme mogu dovesti do komplikacija. U teškim slučajevima dolazi do krvarenja, infekcije i trajnog oštećenja organa uz po život opasni šok. Smrtnost je kod akutne upale gušterače oko 20%. Učestalost akutnog pankreatitisa je 1 do 2 slučaja na 10 000 ljudi.[Naći bolji izvor, ovo je forum koji nema izvore.]U većini slučajeva, kroničnom pankreatitisu prethode učestali napadi akutnog pankreatitisa.[Naći bolji izvor, ovo je forum koji nema izvore.]
Znaci i simptomi pankreatitisa zavise i od tipa upale.

## Akutna upala gušterače
Kod akutne upale gušterače (pancreatitis acuta) pankreasni enzimi izlaze iz acinarnih stanica u okolno tkivo. Radi se o autodigestivnoj bolesti, jer nastaje razgradnja vlastitim proteolitičkim enzimima (u prvom redu tripsinom).

### Etiologija
Nije potpuno poznata, a neki od uzroka jesu:
- bolesti žučnih putova i alkohol
- ozljede gušterače zbog tupih abdominalnih trauma ili kirurških zahvata
- infekcije
- lijekovi (kortikosteroidi)
- hiperparatireoidizam, hiperkalcijemija, hiperlipidemija
- idiopatski pankreatitis
- autoimuni pankreatitis

### Simptomi
Znaci akutnog pankreatitisa uključuju:
- bol gornjeg abdomena
- abdominalna bol uz epigastriju koja se prenosi na leđa
- abdominalna bol koja pogorša nakon obroka
- abdominalna bol koja se olakša naginjanjem naprijed i kada se pacijent sklupča, a pogoršava u ležećem položaju
- nausea (mučnina)
- povraćanje
- osjetljivost trbuha na dodir
- tjelesna temperatura može biti povišena ili subnormalna
- ikterus se javlja u oko 30% bolesnika
- tetanija se javlja kod hipokalcijemije
- nakon nekoliko dana mogu se pojaviti modrikaste pjege u lumbalnom području

## Kronični pankreatitis
Kronična se upala gušterače (pancreatitis chronica) može nastaviti na akutnu upalu gušterače, ali se kod nekih bolesnika pojavljuje kao zasebna kronična upala.
Glavni uzrok bolesti je alkoholizam, a ostali su hereditarnost, hiperkalciemija i hiperlipidemija.

### Simptomi
Znaci kroničnog pnakreatitisa uključuju:
- bol gornjeg abdomena (iznad pupka) koja se često pojavljuje na mahove
- poremećaj probave
- gubitak težine, anoreksija, mučnina, povraćanje, flatuencija
- masne smrdljive stolice, steatoreja (steatorrhea) zbog gušteračne egzokrine insuficijencije
- dijabetes
- mehanički ikterus

## Liječenje
- konzervativno se liječenje sastoji od dijetalne prehrane (posna hrana) i uzimanju tableta gušteračnih fermenata u tijeku obroka, apstinencija od alkohola
- kirurško je liječenje potrebno kod nepodnošljivih boli.